# Satoru Yamagishi
Satoru Yamagishi (jap. 山岸 智, Yamagishi Satoru; * 3. Mai 1983 in Chiba, Präfektur Chiba) ist ein ehemaliger japanischer Fußballspieler.

## Karriere

### Verein
Yamagishi begann seine Fußballkarriere bei der Jugendmannschaft des JEF United Ichihara Chiba, wo er unter anderem bei der U18-Mannschaft spielte. Anschließend erhielt er 2002 von JEF United einen Profivertrag und war dort für fünf Jahre verpflichtet. In dieser Zeit absolvierte er 130 Spiele und erzielte 20 Tore, außerdem gewann er dort zweimal den japanischen Ligapokal.
In 2008 wechselte Yamagishi für einen Dreijahresvertrag zu Kawasaki Frontale, wo er bis 2010 insgesamt 45-mal eingesetzt wurde. Anschließend wurde er für ein Jahr an Sanfrecce Hiroshima ausgeliehen, die ihn nach Leihende Anfang 2011 verpflichteten. Bis 2016 machte er neun Tore in 116 Spielen und gewann bei Hiroshima je dreimal die J1 League und den japanischen Supercup.
Anfang 2016 wurde Yamagishi vom japanischen Drittligisten Ōita Trinita verpflichtet, mit denen er in seiner ersten Saison den Meistertitel gewann und damit in die J2 League aufstieg. Nach 44 torlosen Einsätzen in zwei Jahren wurde er anschließend entlassen.
Im März 2018 fand er mit dem Fünftligisten Vonds Ichihara einen neuen Vertragsgeber, mit dem er in der Saison 2018/19 die Kantō Soccer League gewann. Nach drei Jahren in Ichihara beendete Yamagishi seine Karriere.

### Nationalmannschaft
2006 debütierte Satoru Yamagishi für die japanische Fußballnationalmannschaft. Bis 2008 hat er insgesamt elf Länderspiele für Japan absolviert.

## Erfolge
(Quelle:)

### JEF United
- J.League Cup: 2005, 2006

### Sanfrecce Hiroshima
- J1 League Meister: 2012, 2013, 2015
- Supercup: 2013, 2014, 2016

### Oita Trinita
- J3 League Meister: 2015/16

### Vonds Ichihara
- Kantō Soccer League Meister: 2018/19

## Auszeichnungen
- J. League Fairplay-Preis: 2006